# Erystus
Erystus es un género de escarabajos de la familia Chrysomelidae.
El género fue descrito científicamente por primera vez en 1885 por Jacoby. Distribución oriental. Se alimentan de Malvaceae.

## Especies
El género incluye las siguientes especies:
- Erystus borneensis Medvedev, 1996
- Erystus celebensis Jacoby, 1885
- Erystus latus Medvedev, 1996
- Erystus luzonicus Medvedev, 1996
- Erystus martensi (Medvedev, 1996)
- Erystus ovatus Medvedev, 1993